# 洛克达因航太控股公司
 在2017年4月27日更改公司名稱。</ref>是美国的國防工業生產設計公司，主营固体、液体火箭发动机设计、制造及生产。

## 历史
1915年，俄亥俄州阿克倫市的通用輪胎橡膠公司( The General Tire & Rubber Company )成立。

1942年，Aerojet 于1942年由西奥多·冯·卡门（Theodore von Karman）博士组建，总部设在加利福尼亚州萨克拉门托市，中国两弹一星元勋钱学森在1940年代为Aerojet公司的技术顾问。

1945年，通過收購 Aerojet Engineering Corp，進入了航空航天和國防工業。

1953年，與Crosley Motors的合併，該子公司正式更名為 Aerojet-General Corporation。

1960年代，Aerojet-General Corporation 参与了双子星座计划及阿波罗计划，为其生产推进系统。

1970－1980年代，介入电子产品领域，包括卫星传感器与导弹检测系统。其分公司Aerojet Ordnance Tennessee，生产各种弹药及导弹弹头，如，为NASA的发现号航天飞机提供推进系统。
1984年，通用輪胎橡膠公司更名為GenCorp，並成立了母公司。最終，該公司於1987年剝離了通用輪胎，從而徹底退出了輪胎業務。

1990年代后，GenCorp 公司进行了一系列的收购动作，先后收购了通用动力公司空间系统业务（General Dynamics' Space Systems business）、大西洋研究公司（Atlantic Research Corporation）的推进系统和导弹防御业务。

2010年，GenCorp 成立了Easton Development Co.，LLC，專注於可持續發展大約6,000英畝的未開發GenCorp土地，該土地被確定為主要房地產，位於加利福尼亞州薩克拉曼多以東15英里處。

2013年，GenCorp 從聯合技術公司（United Technologies Corp.）收購了Pratt＆Whitney Rocketdyne，成立了Aerojet Rocketdyne，這是航空航天工業的主要領導者。

2015年4月27日，該公司的公司名稱正式從 GenCorp，Inc.更改為Aerojet Rocketdyne Holdings，Inc.。做為飛彈防禦任務需求提供雙推進劑，單推進劑和固體推進劑技術與解決方案的公司。如今已發展成為美國最強大的航空航天和國防領域的領導者之一。

2020 年 12 月 20 日，洛克希德马丁公司宣布将以 44 亿美元收购 Aerojet Rocketdyne，交易预计将于2021年第二季度完成，等待监管部门批准。2021 年 2 月 17 日，雷神公司反对此次收购，理由是减少了影响公司供应线的火箭助推器竞争。

## 现状
Aerojet Rocketdyne Holdings，Inc. 公司參與研發製造終端高空區域防禦系統（THAAD），地基導彈防禦系統（GMD），高超音速防禦計劃的Glide Breaker推進技術開發計畫。

戰術戰斧飛彈 ，拖式飛彈 TOW 2A / 2B，戰區聯合距外武器（JSOW），多管火箭系統（GMLRS），陸軍戰術導彈系統（ATACMS），艦載標準防空飛彈，標槍反裝甲飛彈等各種飛彈的固體火箭發動機。

## 参与的项目
公司参与的项目：
- SM-3導彈－RIM-161 標準3型飛彈
- Atlas V火箭发动机
- NMD－美国国家导弹防御系统
- THAAD－战区高空区域防御
- IHPRPT－高性能火箭推进技术

## 產品

### 火箭
- Aerobee（英语：Aerobee）
- Aerojet General X-8